# 裏海航空

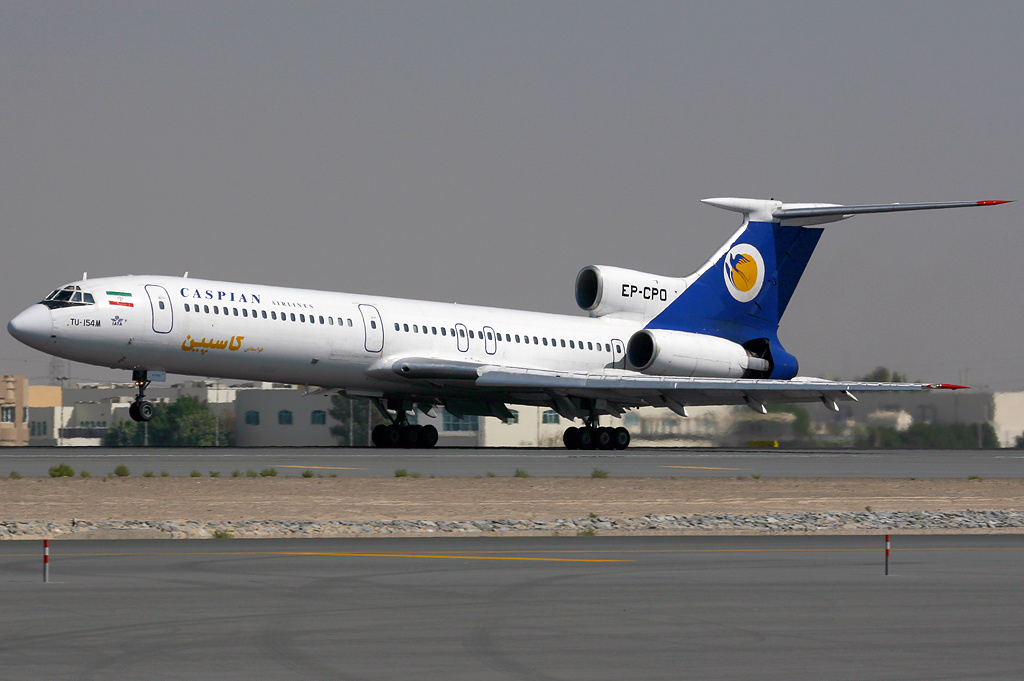
裏海航空Tu-154M

裏海航空公司（Caspian Airlines，又譯做卡斯皮安航空）1993年成立於伊朗德黑蘭，運營航線來往德黑蘭和伊朗其它主要城市，並承辦國際航線，遍及亞美尼亞、敘利亞、土耳其、阿聯酋和烏克蘭。航空公司，屬私營公司，主要運營機場是德黑蘭梅赫拉巴德國際機場，創辦人是 Ali akbar Rafsanjani。

## 歷史
裏海航空公司1993年成立，9月開始運營。公司是合資企業，由伊朗和俄羅斯聯合組成。曾採用俄製圖-154型號的飛機。，但現在機隊以麥道MD80系列與波音737為主。

## 航點
伊朗
- 阿巴丹 - 阿巴丹機場
- 阿瓦士 - 阿瓦士國際機場
- 阿薩盧耶 - 波斯灣機場
- 阿巴斯港 - 阿巴斯港國際機場
- 薩南達季 - 薩南達季機場
- 伊斯法罕 - 伊斯法罕國際機場
- 基什島 - 基什島國際機場
- 克爾曼沙赫 - 克爾曼沙赫機場
- 馬赫夏赫爾港 - 馬赫夏赫爾港機場
- 馬什哈德 - 沙希德·哈希米內賈德國際機場
- 拉什特 - 拉什特機場
- 薩里市 - Dashte-NAZ機場
- 設拉子 - 沙希德·阿亞圖拉·達斯特蓋卜國際機場
- 大不里士 - 大不里士機場
- 德黑蘭
  - 伊瑪目霍梅尼國際機場 重點機場
  - 梅赫拉巴德國際機場 重點機場
- 烏爾米耶 - 烏爾米耶機場
- 亞茲德 - 沙希德Sadooghi機場
- 扎博勒 - 扎博勒機場
- 扎黑丹 - 扎黑丹機場

 伊拉克
- 納傑夫 - 納傑夫國際機場
- 蘇萊曼尼亞 - 蘇萊曼尼亞國際機場

 土耳其
- 伊斯坦堡 - 阿塔蒂爾克國際機場

 阿联酋
- 杜拜 - 杜拜國際機場

## 機隊
截至2020年10月，裏海航空擁有以下機隊：

## 意外

### 裏海航空7908號班機空難
2009年7月15日，裏海航空7908號班機空難中，由伊朗的德黑蘭飛往亞美尼亞的葉里溫的民用航班，在Jannatabad的村落附近墜毀。據報道，機上共有153名乘客和15名機組人員，168人全數罹難。
2020年1月27日，裏海航空一架客機於馬赫夏赫爾港（Mahshahr）降落時衝出跑道。